# ناحیه کولداسپرینگس، میشیگان
ناحیه کولداسپرینگس (به انگلیسی: Coldsprings Township) یک منطقهٔ مسکونی در ایالات متحده آمریکا است که در شهرستان کالکاسکا، میشیگان واقع شده‌است.
 ناحیه کولداسپرینگس  ۱٬۴۶۴ نفر جمعیت دارد و ۳۸۸ متر بالاتر از سطح دریا واقع شده‌است.